# 帝王
帝王（ていおう）は、以下のものを意味する。
- 君主の呼称の一つで、主権を持つ複数の政体を、最終的な意思決定である「命令権」（羅: Imperium）で束ねる権限を持つ比肩する者のいない政体君主に用いられる。もともとの皇帝の語が漢民族の神話伝説における五帝に由来し、神格をもつ「皇」と聖人である「帝」とは区別されていたが、後に歴史用語として西欧に現われた（英: Emperor）の呼称として混用されている。ただし、地域や歴史、政体の性質で帝王の他、皇帝、天皇、大王、国王、最高統治者などで呼称を区別することがある。

## 分野・社会・業界の帝王
- 前記から、ある分野における最高実力者・最高権威者を指す｡
  - 「（音楽界）楽壇の帝王」ヘルベルト・フォン・カラヤン
  - 「ジャズ界の帝王」マイルス・デイヴィス
  - 「ゴルフ界の帝王」ジャック・ニクラス
  - 「ムエタイの帝王」サガット（ビデオゲームの架空の人物）
  - 「ミナミの帝王」和田アキ子（歌手、タレント）
  - 「（ファッション）モード界の帝王」ジョルジオ・アルマーニ
  - 「アニメソング界の帝王」水木一郎
  - 「プロレス界の帝王」高山善廣
  - （競輪における）「中部の帝王」 山田裕仁
  - 「ラヴソングの帝王」鈴木雅之
  - 「ダジャレの帝王」田代まさし
  - 「2時間ドラマの帝王」船越英一郎
  - 「（テニスコート）芝の帝王」ロジャー・フェデラー
  - 「（音楽）ユーロビートの帝王」マイケル・フォーチュナティ
  - 「（芸能界）ジャニーズの自称帝王」濵田崇裕
  - 「（日本の地方競馬における）「大井の帝王」 的場文男

- 三洋電機が販売していたアナログハイビジョン対応テレビ。
- 倉科遼（原作）、関口太郎（作画）の漫画作品。またはこれを原作としたテレビドラマ。
- 日本の競走馬であったトウカイテイオーの愛称。